# Рожнов, Борис Александрович
Борис Александрович Рожнов (24 июля 1856 — 19??) — русский архитектор,  архитектор Севастопольского градоначальства.

## Биография
Борис Александрович Рожнов родился 24 июля 1856 года в семье Александра Ивановича Рожнова, дворянина, регента придворной певческой капеллы. 22 мая 1883 года женился на дочери подполковника Екатерине Николаевне Ильиной. Окончил Санкт-Петербургский институт гражданских инженеров. С середины 80-х до начала 90-х годов XIX века занимал должности городского архитектора и архитектора градоначальства.
По окончании Института Гражданских Инженеров по первому разряду со званием Гражданского Инженера с правом на чин X класса. 14 июня 1884 г. по приказу № 24 по Министерству Внутренних Дел определён на службу в это министерство с "откомандированием для занятий в Техническо-Строительный Комитет". Приказом по Министерству Внутренних Дел от 11 февраля 1885 г. № 8, назначен Севастопольским Городовым Архитектором. Приказом от 1 июня 1886 г. № 23 назначен Архитектором при Севастопольском Градоначальнике.
Приказом по Министерству от 9 июля 1893 г. № 12 назначен Феодосийским Городовым Архитектором Указом Правительствующего Сената по Департаменту Герольдии от 3 ноября № 5064, утверждён в чине Коллежского секретаря. Указом от 21 декабря 1887 года № 4902 произведён в Титулярные советники. Указом от 10 декабря № 224 произведён в Коллежские асессоры. Высочайшим приказом № 77 от 10 октября 1898 г. произведён в Надворные Советники.

## Известные проекты
- 188? — Здание Музея обороны Севастополя, Севастополь. Утрачено.[3]
- 188? — Херсонесский мост, Севастополь.[3]
- 188? — проект застройки Нахимовского проспекта, Севастополь.[3]
- 1890 — Здание казённой женской гимназии, Севастополь.[3]
- 1900 — Здание Высшего начального 4-классного женского училища, Таганрог. Утрачено.[4]
- 1901 — Здание Технического училища, Таганрог.

## Награды
Орден Св. Станислава 3-й степени, Всемилостивейше пожалован перстнем с драгоценными камнями, удостоверение из Кабинета Его Величества № 3998/10729

## Семья
- дочь Александра 1884-1942;
- сын Борис 1888-1959; 
  - внук, (сын Бориса Александровича) — Николай Борисович Рожнов (1887—1931), специалист по гидротехнике, после ареста в 1930 году был заключён в Бутырскую тюрьму с привлечением к работе в Особом гидротехническом отделе при Техническом отделе ЭКУ ОГПУ, проектировал Беломоро-Балтийскую систему[1]. Скончался в спецбольнице Бутырской тюрьмы[1].